# Antoni Zakrzewski
Antoni Zakrzewski herbu Jelita – podczaszy łęczycki w latach 1730–1748.